# Max Régnier
Max Régnier, né le 4 décembre 1905 à Tavernes (Var) et mort le 5 août 1993 à Hyères, est un auteur dramatique, metteur en scène, directeur de théâtre et acteur français.

## Biographie
Max Albert Marie Régnier est le fils du poète Ludovic-Léon Régnier (1880-1951).
Il a dirigé le théâtre de la Porte-Saint-Martin de 1949 à 1969.

## Filmographie

### Cinéma

#### Comme acteur, sauf mention contraire
- 1935 : Les Conquêtes de César de Léo Joannon : César
- 1936 : Le Coup de trois de Jean de Limur : le secrétaire du commissaire
- 1936 : Les Croquignolle, court-métrage de Robert Péguy : Monsieur Croquignolle
- 1937 : Monsieur Bégonia d'André Hugon : Max / Monsieur Bégonia
- 1938 : L'Héritage d'Onésime d'André Hugon – court métrage[3]
- 1948 : Mort ou vif de Jean Tédesco (+ scénario et dialogues)
- 1950 : L'Art d'être courtier, court métrage d'Henri Verneuil (uniquement co-scénariste)

### Télévision

#### Comme auteur
- 1979 : Au théâtre ce soir, Les Petites Têtes d'André Gillois et lui-même, réalisation de Pierre Sabbagh
- 1981 : Au théâtre ce soir, Mort ou vif de lui-même, réalisation de Pierre Sabbagh

## Théâtre
- 1944 : Eclats de rire, mise en scène d'Émile Audiffred, théâtre des Célestins
- 1947 : Mort ou vif de lui-même, mise en scène de Christian-Gérard, théâtre de l'Étoile (auteur et acteur)
- 1948 : Il vaux mieux en rire, mise en scène d'Émile Audiffred, Les Tournées Audiffred
- 1955 : Les Petites Têtes d'André Gillois et lui-même, mise en scène de Fernand Ledoux, théâtre Michel : Daniel (coauteur et acteur)
- 1957 : Champagne et Whisky de lui-même, mise en scène de lui-même, théâtre de la Renaissance : Lestissac (auteur, metteur en scène et acteur)
- 1963 : Bonsoir Madame Pinson d'après Arthur Lovegrove, adaptation de lui-même et André Gillois, mise en scène de Jean-Paul Cisife, théâtre de la Porte-Saint-Martin (co adaptateur)
- 1965 : Le Plus grand des hasards de lui-même et André Gillois, mise en scène de Georges Douking, théâtre de la Porte-Saint-Martin : Hubert Cabanel (coauteur et acteur)